# Gimegolts
Gimegolts är ett naturreservat i Sorsele kommun i Västerbottens län.
Området är naturskyddat sedan 1995 och är 19 hektar stort. Reservatet omfattar en trång ravin som bildades av en isälv under istiden. I reservatet finns en liten tjärn omgiven av 25 m höga klippväggar och i botten av ravinen finns myrar.